# Liste der Mitglieder der American Academy of Arts and Sciences/1787
Im Jahr 1787 wählte die American Academy of Arts and Sciences eine Person zu ihren Mitgliedern.

## Neugewählte Mitglieder
- Thomas Jefferson (1743–1826)